# Al cantar
«Al cantar» es una canción de la cantante española Amaia Romero, compuesta por Rozalén. Fue lanzado en plataformas digitales el 28 de febrero de 2018 como candidata a representar a España en el Festival de la Canción de Eurovisión 2018. El 23 de noviembre una nueva versión de la canción, interpretada a dúo por Amaia Romero y Rozalén, fue lanzada en el álbum de esta última, Cerrando puntos suspensivos.

## Antecedentes
En noviembre de 2017, se comenzó a especular que el representante de España en el Festival de la Canción de Eurovisión 2018 sería uno de los concursantes de Operación Triunfo 2017. El 4 de diciembre de 2017, durante la sexta gala de dicho programa, el presentador Roberto Leal confirmó los rumores. Una gala sería añadida al programa justo antes de la final de este para poder decidir la canción y los artistas que representarían a España en dicho certamen. Ésta se llevaría a cabo el 29 de enero de 2018, a una semana de la final del concurso.
Finalmente, el 23 de enero de 2018 se revelaron los temas y los autores de estos, candidatos a representar a España en Eurovisión. El tema fue presentado bajo el título de «Al cantar».
En lo que a la preselección se refiere, «Al cantar» quedó en séptimo lugar en la primera elección de canciones con un 4% de los votos.

## Lanzamiento
El 23 de enero de 2018, durante la emisión del 24 horas de Operación Triunfo, fueron revelados los temas que aspirarían a representar a España en el festival de Eurovisión. Ese mismo día, «Al cantar» fue mostrado al público por primera vez. Más tarde, el 28 de enero, el tema se estrenó en plataformas digitales a modo de descarga digital y streaming.
El 23 de noviembre de 2018 se publicó una nueva versión de la canción, interpretada a dúo por su compositora Rozalén junto a Amaia Romero. Esta nueva versión está incluida en el álbum recopilatorio de Rozalén, Cerrando puntos suspensivos.

## Interpretaciones en directo
Al cantar fue interpretada el 29 de enero de 2018, en la Gala de Eurovision de Operación Triunfo 2017 en la primera ronda. También fue interpretada a dúo con la cantante Rozalén en el concierto que esta última dio en Pamplona, ciudad de origen de Amaia.

## Historial de lanzamientos
| País    | Fecha               | Formato          | Ref.  |
| ------- | ------------------- | ---------------- | ----- |
| Mundial | 28 de enero de 2018 | Descarga digital | [ 6 ] |